# Lauren Gale
Lauren Gale (* 1. Januar 2000 in Fredericton, New Brunswick) ist eine kanadische Leichtathletin, die sich auf den Sprint spezialisiert hat.

## Sportliche Laufbahn
Erste internationale Erfahrungen sammelte Lauren Gale im Jahr 2017, als sie bei den Commonwealth Youth Games in Nassau das Halbfinale im 200-Meter-Lauf erreichte und dort mit 25,42 s ausschied und über 400 Meter mit 55,91 s nicht über den Vorlauf hinauskam. Im Jahr darauf schied sie bei den U20-Weltmeisterschaften in Tampere mit 24,78 s in der ersten Runde über 200 Meter aus und 2019 belegte sie bei den Panamerikanischen-U20-Meisterschaften in San José in 54,67 s den siebten Platz im 400-Meter-Lauf und gewann mit der kanadischen 4-mal-400-Meter-Staffel in 3:30,68 min die Silbermedaille. Seit 2020 studiert sie an der Colorado State University und 2022 startete sie mit der 4-mal-400-Meter-Staffel bei den Hallenweltmeisterschaften in Belgrad und verpasste dort mit 3:31,45 min den Finaleinzug. Im Juli ging sie bei den Weltmeisterschaften in Eugene an den Start und schied dort mit 23,08 s in der ersten Runde über 200 Meter aus und kam auch über 400 Meter mit 52,46 s nicht über den Vorlauf hinaus. Bei den World Athletics Relays 2024 auf den Bahamas verpasste sie mit der Mixed-Staffel über 4-mal 400 Meter eine Direktqualifikation für die Olympischen Sommerspielen in Paris. Jedoch schied sie dort über 400 Meter mit 52,68 s in der Hoffnungsrunde aus belegte mit der Staffel in 3:22,01 min im Finale den sechsten Platz.
2022 wurde Gale kanadische Meisterin in der 4-mal-400-Meter-Staffel.

## Persönliche Bestzeiten
- 200 Meter: 22,82 s (+1,0 m/s), 13. Mai 2022 in Clovis
  - 200 Meter (Halle): 23,00 s, 26. Februar 2022 in Albuquerque (kanadischer Rekord)
- 400 Meter: 50,47 s, 4. Juni 2024 in Guelph
  - 400 Meter (Halle): 51,64 s, 12. März 2022 in Birmingham